# Pflanzengesellschaft (Vereinigung)
Pflanzengesellschaften sind Organisationen, im deutschsprachigen Raum meist Vereine, in denen sich Menschen zusammenfinden, die sich mit einer bestimmten Pflanzengruppe intensiv beschäftigen. Diese Vereinigungen verfolgen in der Regel andere Aufgaben als etwa die botanischen Gesellschaften, die – oftmals in Verbindung mit einer Universität, einem Museum oder einem Botanischen Garten – wissenschaftliche, forschungsfördernde und allgemeinbotanische Zielsetzungen haben. Die Pflanzengesellschaften hingegen stehen oft in Verbindung mit Gartenbaugesellschaften, mit denen sie die Ziele der Pflege, Kultivierung und Züchtung bestimmter Pflanzengruppen gemeinsam haben, können aber durchaus auch zusätzlich im Naturschutz oder ebenfalls forschungsfördernd aktiv sein.
Die verschiedenen Pflanzengruppen, deren Bezeichnung meist im Namen der einzelnen Vereine ihren Ausdruck findet, können ausschließlich taxonomisch definiert sein (z. B. Gattungen oder Familien wie Bromelien, Fuchsien oder Lilien), aber auch nach anderen Merkmalen wie Lebensform oder Ökologie zusammengesetzt sein (z. B. bei Stauden, Bonsais oder Karnivoren). Die entsprechenden Gesellschaften sind dabei eine Plattform für ihre Mitglieder, um ihr Wissen, aber auch Pflanzen auszutauschen. Darüber hinaus bieten viele Gesellschaften auch andere Leistungen an wie z. B. Zubehör, Pollen- oder Samenvermittlung bis hin zu botanischen Exkursionsreisen.